# Piégros-la-Clastre
Piégros-la-Clastre é uma comuna francesa na região administrativa de Auvérnia-Ródano-Alpes, no departamento de Drôme. Estende-se por uma área de 24,76 km². Em 2010 a comuna tinha 875 habitantes (densidade: 35,3 hab./km²).